# Station Arnside
Arnside is een station van National Rail in Arnside, South Lakeland in Engeland. Het station van de Furness Line is eigendom van Network Rail en wordt beheerd door Northern. Het station is geopend in 1858. 